# Ferdinand May

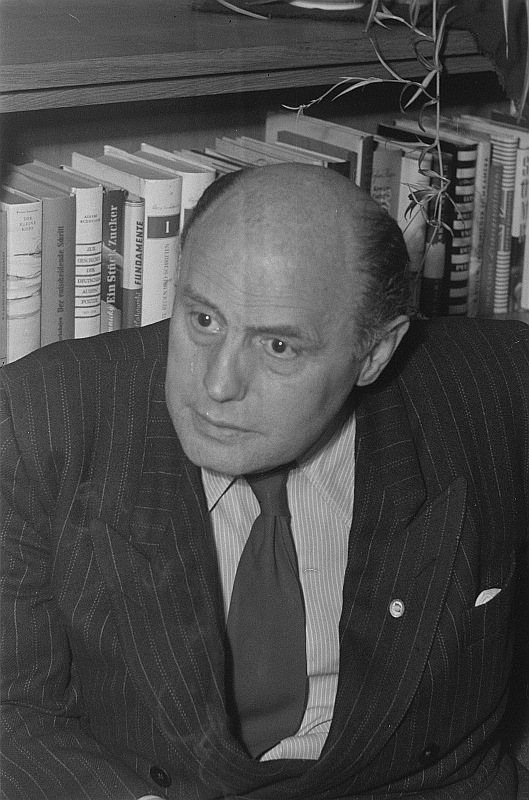
Ferdinand May, 1952

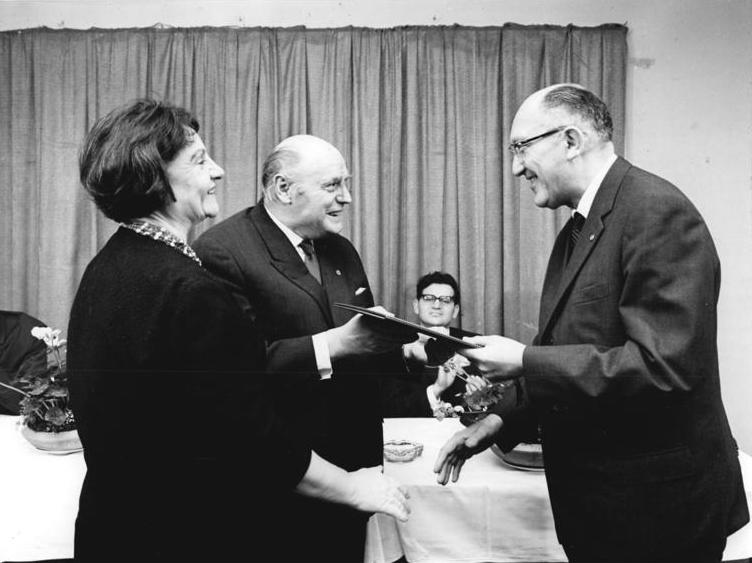
Ferdinand May (Bildmitte) mit Ehefrau Käte, 1966

Ferdinand May (* 16. Januar 1896 in Pfungstadt; † 8. November 1977 in Lindenfels, Odenwald) war ein deutscher Möbelhändler, Dramaturg und Autor.

## Leben

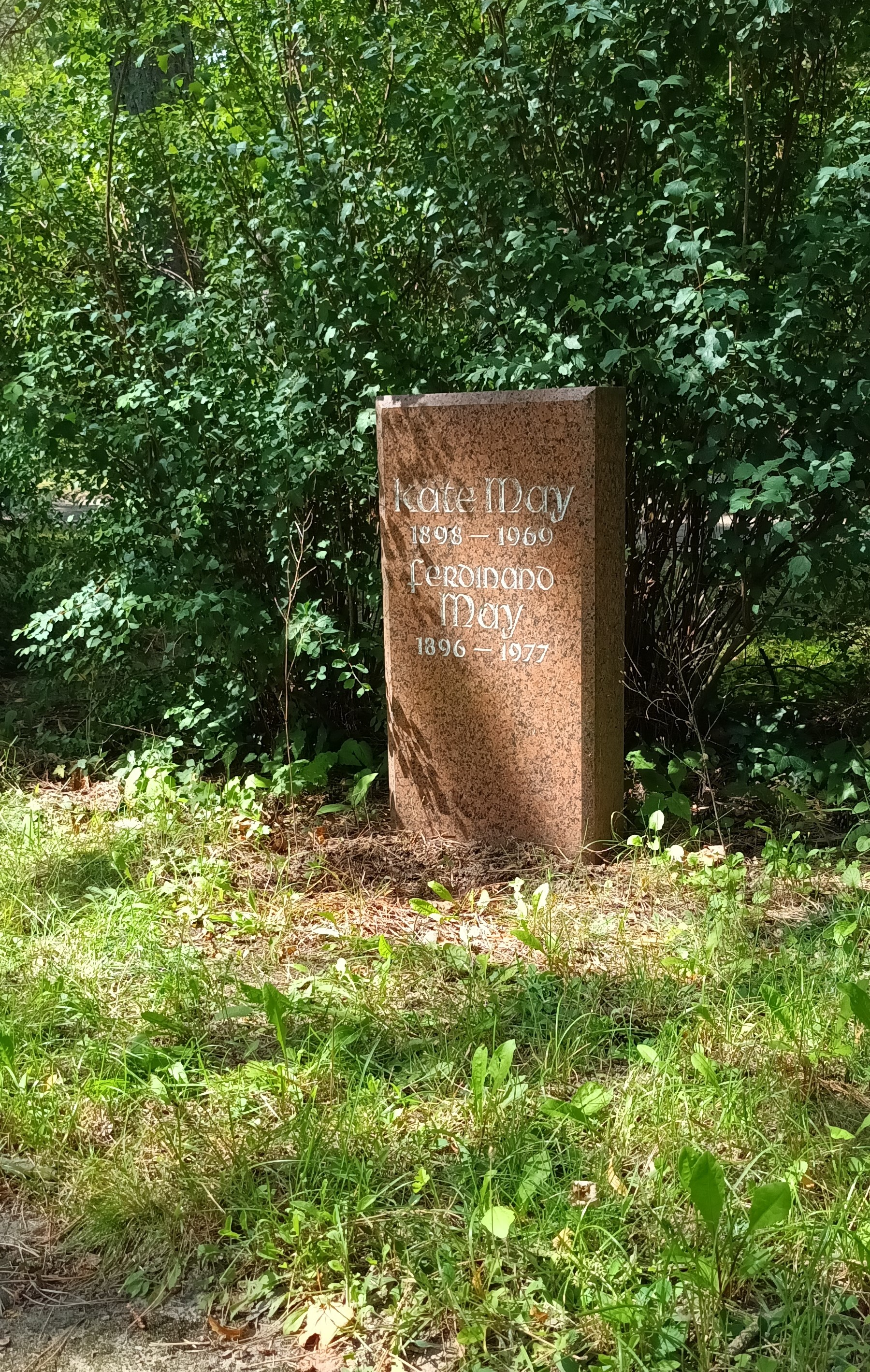
Grabstätte Käte und Ferdinand May

May, Sohn eines Eichmeisters und Braumeisters der Pfungstädter Brauerei, wuchs in Offenbach am Main auf, besuchte die Mittelschule und absolvierte eine kaufmännische Lehre. Er ging 1914 als Kriegsfreiwilliger in den Ersten Weltkrieg, wurde mehrfach verwundet und kehrte 1918 als leidenschaftlicher Kriegsgegner zurück. 1920 erfolgte sein Eintritt in die Sozialdemokratische Partei Deutschlands (SPD). Er leistete Sozial- und Siedlungsarbeit in Oberhessen, dann Theaterarbeit bei einer Wanderbühne. Nach leitenden kaufmännischen Tätigkeiten in Frankfurt am Main und Wetzlar avancierte Ferdinand May 1926 zum Direktor der Leipziger Hausrat GmbH, einer städtischen Unternehmung zur kostengünstigen Versorgung der Arbeiterbevölkerung mit Mobiliar. Mit 36 Jahren wurde er 1932 Geschäftsführer des Kollektivs junger Schauspieler in Leipzig. Zu dieser Zeit begann er erste schriftstellerische Versuche für Rundfunk, Kabaretts und Agitpropgruppen.
Während der Zeit des Nationalsozialismus war er ab 1933 wieder kaufmännisch tätig und mehrfach Hausdurchsuchungen und Vernehmungen ausgesetzt. Während des Zweiten Weltkriegs musste er Kriegsdienst als Soldat in der Wehrmacht leisten. Sein Sohn Ulrich fiel, er selbst kam 1945 in amerikanische Kriegsgefangenschaft.
Nach seiner Entlassung ging er zurück nach Leipzig und wurde Mitbegründer des Kulturbundes zur demokratischen Erneuerung Deutschlands. Er begann erste Hörspiele zu verfassen. Mit Joachim Werzlau gründete er das literarische Kabarett Die Rampe und übernahm die Leitung des Studios junger Schauspieler sowie der Leipziger Volksbühne. Von 1948 bis 1951 fungierte er als Oberreferent für Theater im Ministerium für Volksbildung von Sachsen-Anhalt in Halle (Saale). Schließlich ernannte man ihn 1951 zum Chefdramaturgen der Städtischen Theater in Leipzig, was er bis 1956 auch erfüllte. Von 1955 bis 1959 war er Kandidat des Bundesvorstandes des Freien Deutschen Gewerkschaftsbundes (FDGB) und von 1956 bis 1959 Vorsitzender des Bezirksvorstandes Leipzig der Gewerkschaft Kunst. Ab 1959 freiberuflicher Schriftsteller, entwickelte Ferdinand May eine rege literarische Tätigkeit. Hörspiele, Theaterstücke und Romane gehörten zu seinem Repertoire.
May starb auf einer Reise in seine hessische Heimat. Seine Urne wurde am 17. November 1977 auf dem Leipziger Südfriedhof im Grab seiner Frau Käte May beigesetzt. Mays Tochter Gisela May (1924–2016) war eine bedeutende Chansoninterpretin (Bertolt Brecht, Hanns Eisler, Kurt Weill) und Schauspielerin.

## Werke
- Der Aufstand des Gracchus Babeuf (1957).
- Heinrich Crössmanns große Fahrt (1958); (Unabhängigkeitskrieg der USA; mit einer Hauptfigur aus seiner Heimatstadt Pfungstadt).
- Ein Drechslergeselle namens Bebel (1962); (Kindheit und Jugend August Bebels).
- Sturm über Südwest-Afrika (1962); (Ursachen und Verlauf des Hereroaufstandes 1904).
- Der Freund der Sansculotten (1965); (zusammen mit Käte May, Roman um Jean Paul Marat)
- Die bösen und die guten Dinge. Ein Leben erzählt (1977); (seine Autobiographie).

## Preise und Auszeichnungen
Ferdinand May erhielt mehrere Preise und Auszeichnungen:
- 1961 Kunstpreis der Stadt Leipzig.
- 1966 Ehrenmitglied der Leipziger Theater.
- 1966 Vaterländischer Verdienstorden in Bronze.[1]